# Shoto Bokusai

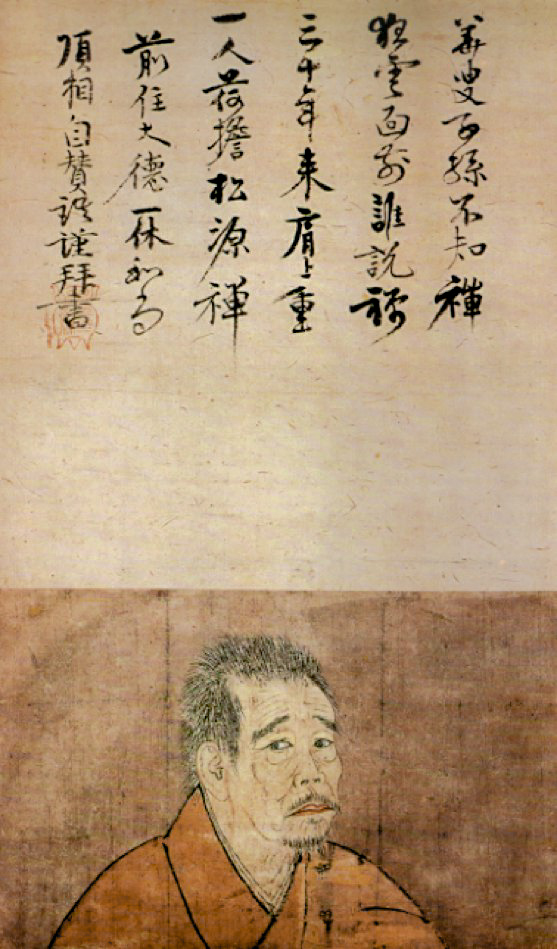
Portrait du moine Ikkyū par Shōtō Bokusai. Rouleau vertical peint sur papier ; ; seconde moitié du XVe siècle. Musée national de Tokyo.

Shōtō Bokusai (墨斎 紹等, Bokusai Shōtō) est un peintre japonais du XVe siècle. Sa date de naissance et ses origines ne sont pas connues, on sait cependant qu'il est mort en 1492.

## Biographie
Shōtō Bokusai appartient à l'École de peinture à l'encre de l'Époque de Muromachi, où il est sans doute l'élève de Dasoku du (XVe siècle). Prêtre Zen, il est le disciple du prêtre Ikkyū, puis il devient supérieur religieux au monastère de Shūon-an. Il passe pratiquement toute sa vie au temple de Daitokuji à Murasakino (Kyoto).

## Œuvres en collection publique
- Kyōto, Musée national :
  - Paysage en style haboku, encre sur papier (38 × 106 centimètres). Collections du Daitoku-ji.
- Tōkyō, Musée national :
  - Portrait du moine Ikkyū, encre et couleurs légères sur papier (26,3 × 43,6 centimètres).